# Quintanaortuño
Quintanaortuño – gmina w Hiszpanii, w prowincji Burgos, w Kastylii i León, o powierzchni 5,57 km². W 2011 roku gmina liczyła 261 mieszkańców.